# 张经浩
张经浩（1942年—），湖南长沙人，毕业于湖南师范学院英语专业，曾在江西师范大学、湖南师范大学、上海理工大学执教，曾担任中国翻译工作者协会理事。

## 生平
1942年，张经浩出生在湖南省长沙市。张经浩曾就读于湖南师范学院外文系，学习英文。
1986年到1992年，张经浩担任中国翻译工作者协会理事。
1997年到1999年，张经浩担任上海理工大学外语学院副院长。

## 作品

### 专著
- 《简明英语语法》
- 《英语常用同义词解说》
- 《译论》
- 《名家名论名译》

### 译著
- 《冰岛迷雾》（英国戴斯蒙德·巴格利）
- 《爱玛》（英国简·奥斯丁）
- 《傲慢与偏见》（英国简·奥斯丁）
- 《欧·亨利短篇小说选集》（美国欧·亨利）
- 《马丁·伊登》（美国杰克·伦敦）
- 《贵妇人画像》（亨利·詹姆斯）[2]